# Уобаш (округ, Индиана)
Уо́баш (англ. Wabash County) — округ в штате Индиана, США. Официально образован в 1835 году. По состоянию на 2010 год, численность населения составляла 32 888 человека.

## География
По данным Бюро переписи США, общая площадь округа равняется 1 090,339 км2, из которых 1 068,195 км2 суша и 8,540 км2 или 2,030 % это водоёмы.

## Население
По данным переписи населения 2000 года в округе проживает 34 960 жителей в составе 13 215 домашних хозяйств и 9 395 семей. Плотность населения составляет 33,00 человека на км2. На территории округа насчитывается 14 034 жилых строений, при плотности застройки около 13,00-ти строений на км2. Расовый состав населения: белые — 97,38 %, афроамериканцы — 0,41 %, коренные американцы (индейцы) — 0,66 %, азиаты — 0,41 %, гавайцы — 0,03 %, представители других рас — 0,39 %, представители двух или более рас — 0,73 %. Испаноязычные составляли 1,18 % населения независимо от расы.
В составе 31,40 % из общего числа домашних хозяйств проживают дети в возрасте до 18 лет, 59,00 % домашних хозяйств представляют собой супружеские пары проживающие вместе, 8,50 % домашних хозяйств представляют собой одиноких женщин без супруга, 28,90 % домашних хозяйств не имеют отношения к семьям, 24,90 % домашних хозяйств состоят из одного человека, 10,80 % домашних хозяйств состоят из престарелых (65 лет и старше), проживающих в одиночестве. Средний размер домашнего хозяйства составляет 2,50 человека, и средний размер семьи 2,97 человека.
Возрастной состав округа: 24,50 % моложе 18 лет, 10,30 % от 18 до 24, 26,20 % от 25 до 44, 23,30 % от 45 до 64 и 23,30 % от 65 и старше. Средний возраст жителя округа 38 лет. На каждые 100 женщин приходится 94,20 мужчин. На каждые 100 женщин старше 18 лет приходится 90,90 мужчин.
Средний доход на домохозяйство в округе составлял 40 413 USD, на семью — 47 067 USD. Среднестатистический заработок мужчины был 34 615 USD против 21 939 USD для женщины. Доход на душу населения составлял 18 192 USD. Около 5,10 % семей и 6,90 % общего населения находились ниже черты бедности, в том числе — 8,40 % молодежи (тех, кому ещё не исполнилось 18 лет) и 6,50 % тех, кому было уже больше 65 лет.